# Condado de Henry (Indiana)
El condado de Henry (en inglés: Henry County), fundado en 1822, es uno de 92 condados del estado estadounidense de Indiana. En el año 2000, el condado tenía una población de 48 508 habitantes y una densidad poblacional de 20 personas por km². La sede del condado es New Castle. El condado recibe su nombre en honor a Patrick Henry. 

## Geografía
Según la Oficina del Censo, el condado tiene un área total de 1023 km², de la cual 1005 km² es tierra y 2 km² (0.20%) es agua.

### Condados adyacentes
- Condado de Delaware (norte)
- Condado de Randolph (noreste)
- Condado de Wayne (este)
- Condado de Fayette (sureste)
- Condado de Rush (sur)
- Condado de Hancock (suroeste)
- Condado de Madison (noroeste)

## Demografía
Según la Oficina del Censo en 2007, los ingresos medios por hogar en el condado eran de $38 150 y los ingresos medios por familia eran $45 470. Los hombres tenían unos ingresos medios de $36 439 frente a los $22 432 para las mujeres. La renta per cápita para el condado era de $19 355. Alrededor del 7.8% de la población estaban por debajo del umbral de pobreza.

## Transporte

### Principales autopistas
- Interestatal 70
- U.S. Route 35
- U.S. Route 36
- U.S. Route 40
- Ruta Estatal de Indiana 3
- Ruta Estatal de Indiana 38
- Ruta Estatal de Indiana 103
- Ruta Estatal de Indiana 109
- Ruta Estatal de Indiana 140
- Ruta Estatal de Indiana 234
- Ruta Estatal de Indiana 236

## Municipalidades

### Ciudades y pueblos
| - Ashland - Blountsville - Cádiz - Corwin - Dunreith - Fayne Siding - Foley - Grant City - Greensboro - Hillsboro | - Honey Creek - Kennard - Knightstown - Lewisville - Luray - Maple Valley - Mechanicsburg - Messick - Middletown - Millville | - Mooreland - Mount Lawn - Mount Summit - New Castle - New Lisbon - Ogden - Pierson Station - Raysville - Rogersville - Shirley | - Spiceland - Springport - Stone Quarry Mills - Straughn - Sulphur Springs - Van Nuys - Westwood - Woodville |

### Municipios
El condado de Henry está dividido en 13 municipios:
| - Blue River - Dudley - Fall Creek - Franklin - Greensboro - Harrison - Henry | - Jefferson - Liberty - Prairie - Spiceland - Stoney Creek - Wayne |